# 勝利章
勝利章（阿拉伯语：‎）是《古蘭經》第48章（蘇拉），共計29節（阿亞）。著名的中國《古蘭經》翻譯家馬堅將「勝利」音譯為費特哈。